# الحرف (المقاطرة)

تعديل مصدري - تعديل

الحرف هي إحدى قرى عزلة الانبوة بمديرية المقاطرة التابعة لمحافظة لحج، بلغ تعداد سكانها 754 نسمة حسب تعداد اليمن لعام 2004.